# Zárate (partido)
Zárate (Partido de Zárate) is een partido in de Argentijnse provincie Buenos Aires. Het bestuurlijke gebied telt 101.271 inwoners. Tussen 1991 en 2001 steeg het inwoneraantal met 10,56 %.

## Plaatsen in partido Zárate
- Barrio Saavedra
- Country Club El Casco
- Escalada
- Lima
- Zárate